# モルディブ進歩党
モルディブ進歩党（モルディブしんぽとう、Progressive Party of Maldives）は、モルディブの政党。モルディブを長期にわたり統治したマウムーン・アブドル・ガユーム元大統領が党首を務める。略称はPPM。

## 沿革
30年以上も大統領に在任していたがゆえに民主化運動に直面したガユームは、多党制への移行に備えて政党創設に動き、2005年7月にモルディブ人民党（DRP）を結成した。しかし2008年の大統領選挙（民主化後初の選挙）において、DRPのガユームはモルディブ民主党（MDP）のモハメド・ナシードに敗北してしまう。翌2009年の国民議会選挙ではDRPが第1党の地位を得たものの、新たにDRP党首となったアハメド・タスミーン・アリがガユームの影響力を嫌い、両者で激しい党内闘争が展開されることになった。
権威の回復を目論むガユームは、2011年9月にDRPを離党し、新党PPMを結成した。PPMは次第に支持を拡大していき、大統領与党のMDPと拮抗する地位を得ていく。2013年の大統領選挙では、PPMはガユームの弟であるアブドラ・ヤーミンを擁立し、決選投票でヤーミンがMDPのナシードを破って当選した。翌2014年3月22日の国民議会選挙でもPPMは全85議席中33議席を獲得し、第1党の地位を得ている。選挙後のPPMは、無所属とMDPの議員計4人を入党させた。また、PPMは前年8月にモルディブ開発連合（MDA）、大統領選挙の決選投票前に共和党（JP）と連立を形成していた。この結果、連立与党3党で合計57議席となり、全議席の3分の2を確保したのである。
しかし国民議会選挙から僅か3日後の3月25日、共和党党首のガーシム・イブラヒムが国民議会議長選出馬を突然表明する。これにPPMは反発して、PPMで独自候補を擁立することを表明したが、ガーシムは野党MDPの協力を得ようと動き始める。5月28日、PPM議員のアブドラ・マシーハ・モハメドとガーシムが議長を争ったが、43票対39票でマシーハが当選した。同日、PPMは共和党の連立合意違反を責めて連立を解消、この際に共和党の閣僚2名が離党してPPMに移籍した。その後7月9日までに、MDP議員少なくとも1人、共和党議員1人、無所属議員1人を含む計4人がPPMへ移籍している。この結果、PPMは単独でも国民議会過半数の43議席を確保し、連立与党MDAとの合計では48議席となった。
2018年の大統領選挙では、現職のヤーミンが野党候補のイブラヒム・モハメド・ソリに敗れた。その後、ヤーミンとガユームのあいだで対立が表面化し指導部が分裂、一部が人民国民会議 (PNC) を新たに結成した。
2019年4月の国民議会議員選挙では、ソリのMDPに全87議席中65議席を獲得する圧勝を許し、大敗した。同年11月、ヤーミンがマネーロンダリングの罪で懲役5年の判決を言い渡された。高等裁判所は2021年1月に原判決を支持したが、同年11月30日、モルディブ最高裁判所は判決を破棄した。その後、モルディブ刑事裁判所が新たにテロ活動への資金供与の罪で懲役11年、罰金500万ドルの判決をヤーミンに下したが、最高裁判所はこの判決も破棄している。

## 注
1. 1 2  Gayoom resigns from DRP Archived 2014年7月14日, at the Wayback Machine.Miadhu News、2011年9月5日（2014年6月23日閲覧）
2. ↑  Gayoom applies for license to create new partyHaveeru Daily、2011年9月6日（2014年6月23日閲覧）
3. ↑  「2013年11～12月主な動き」在スリランカ日本国大使館ホームページ（2014年6月24日閲覧）
4. ↑  Last Election Maldives Majlis (People's Majlis)列国議会同盟（IPU）ホームページ（2014年6月23日閲覧）
5. 1 2  「モルディブ2014年3～4月主な動き」在スリランカ日本国大使館ホームページ（2015年4月13日閲覧）
6. ↑  「モルディブ2014年5～6月主な動き」、「モルディブ2014年7～8月主な動き」在スリランカ日本国大使館ホームページ（2015年4月13日閲覧）。これらに記載されている各党議員数には細かいところで不明点ないし矛盾点が出ているが、7～8月の各党議席数を暫時採用した。
7. ↑  Rasheed, Zaheena (2018年11月17日). “Ibrahim Mohamed Solih sworn in as new Maldives president”. Al Jazeera 2024年4月22日閲覧。
8. ↑  “Maldives election: Early results show victory for president's party”. BBC News. (2019年4月6日) 2024年4月22日閲覧。
9. ↑  Zalif, Zunana (2021年1月21日). “High Court upholds ex-president's five-year jail sentence”. raajje.mv
10. ↑  Junayd, Mohamed (2021年11月30日). “Maldives' ex-president Yameen walks free after graft conviction overturned” (英語). Reuters 2021年12月27日閲覧。
11. ↑  “Maldives former president Yameen gets 11-year jail term” (英語). Reuters. (2022年12月25日) 2023年10月27日閲覧。